# Caseoides
Caseoides é um gênero de sinapsídeo do Permiano Inferior da América do Norte, e há uma única espécie do gênero Caseoides sanangeloensis. Seus restos fósseis foram encontrados na formação Médio San Angelo, no condado de Knox, Texas. Era herbívoro, media cerca de 3 metros de comprimento e pesava entre 150 e 200 kg.